# Oliver Sørensen
Oliver Sørensen Jensen (* 10. März 2002 in Nørre Aaby, Dänemark) ist ein dänischer Fußballspieler und steht seit dem Sommer 2025 bei Parma Calcio in Italien unter Vertrag.

## Karriere

### Verein
Oliver Sørensen wurde in Nørre Aaby auf Fünen geboren und spielte beim ortsansässigen Verein Nørre Aaby IK sowie bei Strib IF und bei Odense KS, bevor er 2017  nach Zentraljütland in die Fußballschule des FC Midtjylland wechselte. Am 28. Juni 2020 gab er im Alter von 18 Jahren beim 2:1-Auswärtssieg gegen den FC Kopenhagen sein Profidebüt in der Superliga. Bis zum Ende der Saison 2019/20, in welcher der FC Midtjylland die dänische Meisterschaft gewann, kam Sørensen zu lediglich zwei Einsätzen.
Im Januar 2021 wurde er an den Zweitligisten FC Fredericia verliehen, wo er sich nach seinem ersten Spiel eine Verletzung zuzog. Rechtzeitig zu Beginn der Aufstiegsrunde kehrte Oliver Sørensen wieder in die Mannschaft zurück und kam in allen zehn Spielen zum Einsatz, wobei er in sieben davon in der Startaufstellung stand. Da sein Leihvertrag auslief, kehrte er im Sommer 2021 zum FC Midtjylland zurück, wo er allerdings weiterhin kaum spielte. Daher wechselte Sørensen Ende März 2022 nach Norwegen zu Ham-Kam, ebenfalls als Leihspieler. Dort kam er zu lediglich sechs Einsätzen, weshalb der Leihvertrag im Juni 2022 wieder aufgelöst wurde und er zum FC Midtjylland zurückkehrte.
In der Saison 2022/23 kam Oliver Sørensen in der ersten Saisonhälfte entweder als Einwechselspieler zum Einsatz oder gehörte zur Startelf, wobei er zwischenzeitlich in vier Spielen in Folge nicht spielte. In der Abstiegsrunde gehörte er dann als zentraler Mittelfeldspieler zu den Stammspielern und qualifizierte sich mit dem FC Midtjylland für das ligainterne Play-off-Spiel um die Teilnahme am internationalen Geschäft. Dort gewann der Verein mit 1:0 gegen Viborg FF und qualifizierte sich somit für die Europa Conference League. Sørensen kam während der Saison 2022/23 auch in der Europa League zum Einsatz und schied mit seinem Verein in den Finalrunden-Play-offs gegen Sporting Lissabon aus. In der Saison 2023/24 gewann er mit dem Verein zum zweiten Mal die nationale Meisterschaft und kam in der anschließenden Spielzeit zu sieben Partien in der UEFA Europa League, wo man in der Zwischenrunde an Real Sociedad San Sebastián (1:2, 2:5) azs Spanien scheiterte.
Am 13. August 2025 wechselte Sørensen dann für eine Ablösesumme von 8 Millionen Euro mit einem Fünfjahresvertrag zum italienischen Erstligisten Parma Calcio.

### Nationalmannschaft
Oliver Sørensen absolvierte von 2017 bis 2025 insgesamt 48 Partien für diverse dänische Jugendnationalmannschaften und erzielte dabei 14 Treffer. Mit der U-21-Auswahl nahm er im Juni 2025 an der Europameisterschaft in der Slowakei teil und schied dort im Viertelfinale gegen Frankreich (2:3) aus.

## Erfolge
FC Midtjylland
- Dänischer Meister: 2020, 2024
- Dänischer Pokalsieger: 2022